# Saudrupt
Saudrupt é uma comuna francesa na região administrativa do Grande Leste, no departamento de Meuse. Estende-se por uma área de 7.78 km², e possui 196 habitantes, segundo o censo de 2018, com uma densidade de 25 hab/km².